# Maria do Carmo Piunti
Maria do Carmo Thomaz Piunti (Itu, 27 de março de 1954), é uma política brasileira, filiada ao MDB (MDB). Atualmente exerce o cargo de vereadora do município de Itu. Ficou conhecida por ter sido a primeira presidente mulher de um diretório do Partido da Social Democracia Brasileira, ainda em 1988.

## Biografia
Então casada com o prefeito de Itu, Lázaro Piunti, tornou-se primeira dama da cidade aos 18 anos, em 1972. Em 1983, tornou-se a quarta vereadora da cidade de Itu e no ano seguinte elegeu-se a primeira Presidente da Câmara Municipal de Itu.
Em 1986, convidada por Mário Covas, disputou sua primeira eleição a Deputada Estadual, ocupando a vaga de suplente por dois anos. Em 1988, como uma das fundadoras do PSDB foi eleita a primeira presidente mulher de um diretório do partido. Em 1994, foi eleita deputada estadual, tendo uma reeleição em 1998. Em 2001, foi a primeira candidata mulher a Presidente da Assembleia Legislativa. Entre suas leis de destaque estão a que cria o Programa de Atuação em Cortiços, a que garante moradia a indígenas através da Companhia de Desenvolvimento Habitacional e Urbano do Estado de São Paulo  e a que garante repasses para APAEs que tenham alunos de ensino fundamental. Em 2004, foi candidata a prefeita de Itu, mas foi derrotada por Herculano Passos.
Em 2016, foi eleita para um segundo mandato como vereadora da cidade de Itu.

## Desempenho em eleições
| Ano  | Eleição               | Coligação            | Partido | Candidata a       | Votos         | Votos em Itu              | Resultado  |
| ---- | --------------------- | -------------------- | ------- | ----------------- | ------------- | ------------------------- | ---------- |
| 1982 | Municipal de Itu      | PMDB                 | PMDB    | Vereadora         | —             | 1.250 (5ª)                | Eleita     |
| 1986 | Estadual de São Paulo | PMDB                 | PMDB    | Deputada Estadual | 33.515 (52ª)  | 20.212 (1ª)               | Suplente   |
| 1994 | Estadual de São Paulo | PSDB                 | PSDB    | Deputada Estadual | 25.900 (74ª)  | 18.126 (1ª)               | Eleita     |
| 1998 | Estadual de São Paulo | PFL, PSD, PSDB       | PSDB    | Deputada Estadual | 45.926 (53ª)  | 25.284 (1ª)               | Eleita     |
| 2002 | Estadual de São Paulo | PTB, PSD, PSDB       | PSDB    | Deputada Estadual | 60.651 (71ª)  | 26.194 (1ª)               | Suplente   |
| 2004 | Municipal de Itu      | PSC, PRTB, PSB, PSDB | PSDB    | Prefeita          | —             | 15.704 (3ª - turno único) | Não Eleita |
| 2010 | Estadual de São Paulo | PSC, PHS             | PSC     | Deputada Estadual | 13.777 (271ª) | 9.572 (2ª)                | Suplente   |
| 2016 | Municipal de Itu      | PSC, DEM, PSDB       | PSC     | Vereadora         | —             | 1.844 (4ª)                | Eleita     |